# Meljski Hrib
Meljski Hrib je naselje v Mestni občini Maribor, ki spada pod mariborsko mestno četrt Center (njen vzhodni del).